# ALS Ice Bucket Challenge

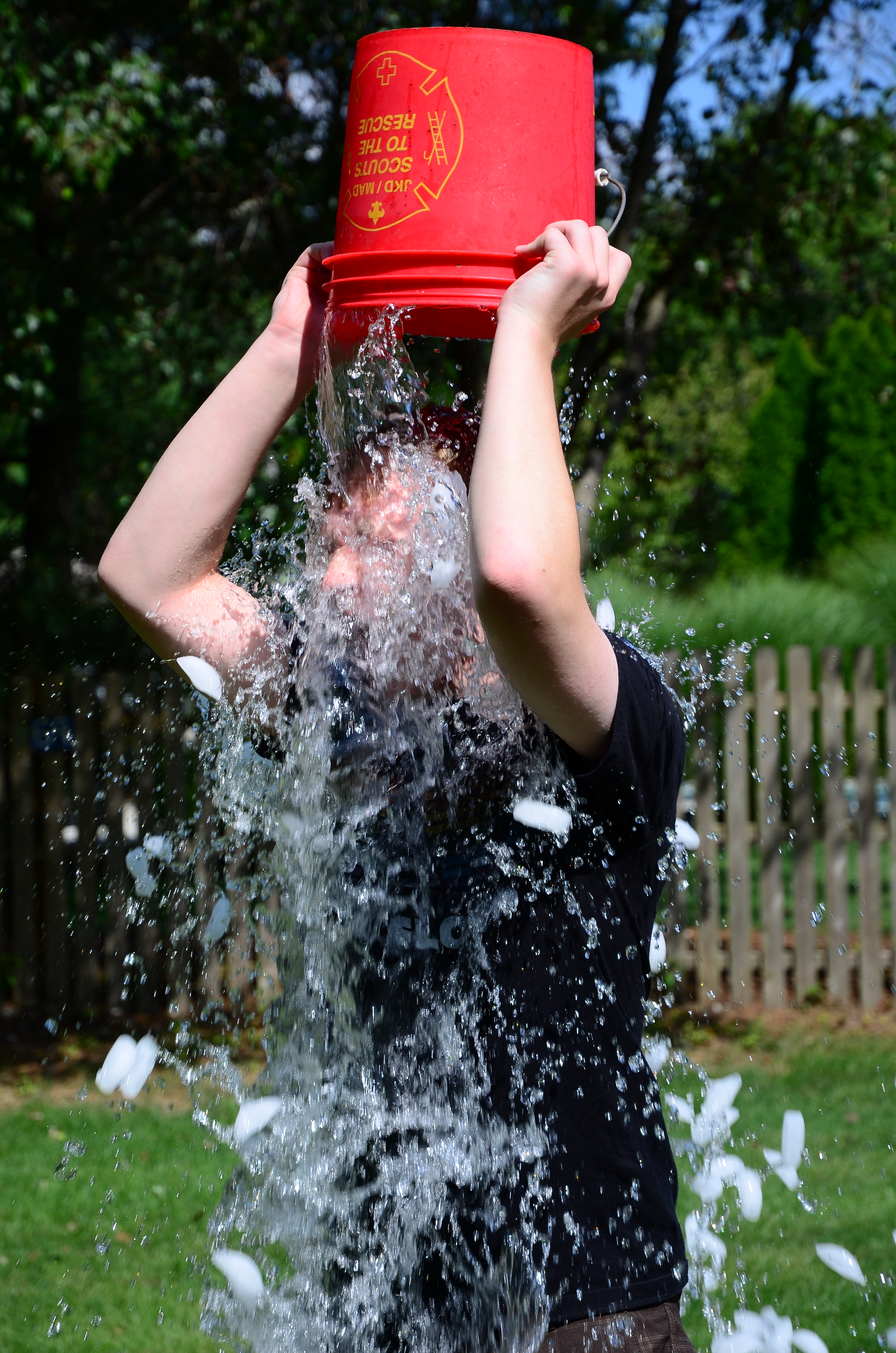
Ice Bucket Challenge

Die ALS Ice Bucket Challenge (deutsch ALS Eiskübelherausforderung) war eine Online-Aktion im Sommer 2014. Die Challenge machte auf die Nervenkrankheit Amyotrophe Lateralsklerose (ALS) aufmerksam und sammelte Spendengelder für deren Erforschung und Bekämpfung. Betroffenheit sollte hervorgerufen werden, indem bei einer gesunden Person ein Eimer über den Kopf geschütteten Eiswassers für einige Sekunden ein Gefühl der Lähmung im Körper hervorruft, wie sie ein Erkrankter sein Leben lang ertragen muss.
Viele Prominente beteiligten sich an der Aktion. Bis Ende 2014 waren weltweit 200 Millionen US-Dollar gesammelt.

## Regeln
Die Herausforderung bestand darin, sich einen Eimer kaltes Wasser über den Kopf zu gießen und danach Personen für das Nachmachen zu nominieren sowie 10 US-Dollar bzw. Euro an die ALS Association zu spenden. Wer sich nicht nass machen wollte, sollte 100 US-Dollar bzw. Euro spenden. Zumeist wurden die Teilnehmer öffentlich, über soziale Netzwerke, zur Teilnahme herausgefordert. Die Challenge musste innerhalb von 24 Stunden angenommen und mit einem wiederum hochzuladenden Video in sozialen Netzwerken belegt werden. Es kam zu zahlreichen Challenge-Varianten. So legten sich Teilnehmer in eine Wanne mit Eiswasser oder ließen sich im Auto mit kaltem Wasser übergießen.

## Beginn
Der genaue Ursprung der Aktion ist unbekannt. Möglicherweise handelt es sich um einen Nachfolger der um den Jahreswechsel 2013/14 bekannt gewordenen Cold Water Challenge (deutsch Kaltwasserherausforderung). Anderen Quellen zufolge wurde die Ice Bucket Challenge von der Familie Frates aus Boston ausgelöst. Bekannt wurde die Aktion durch eine Live-Ausstrahlung der Golf Channel Morning Show in den USA am 30. Juni 2014. Zwei Wochen später absolvierte der Golfer Chris Kennedy die Herausforderung und stellte das Video am 15. Juli 2014 bei Twitter ein. Er nominierte daraufhin seine Cousine, deren Mann von der ALS betroffen war. Durch soziale Netzwerke wie Twitter und Facebook wurde die Aktion weiter verbreitet.
Die Idee, die Herausforderung für eine Spendenkampagne zu Gunsten der ALS Association zu nutzen, stammt vom selbst an ALS erkrankten ehemaligen Baseball-Star Peter Frates, der sich bereits seit Jahren für die ALS-Forschung einsetzt. Er engagiert sich für die Stiftung A Life Story Foundation. Der inzwischen vollständig gelähmte Frates übergoss sich nicht mit Eiswasser, nominierte aber zahlreiche Bekannte, darunter viele aktive US-Sportler, an der Aktion teilzunehmen. Nachdem sich die Kampagne erfolgreich verbreitet hatte, ließ sich auch Frates selbst am 14. Juli mit Eiswasser übergießen.
Eine wichtige Rolle bei der medialen Verbreitung spielte dabei das Eishockey-Team Pittsburgh Penguins, das die größte Fanbase in der NHL hat. Der Stürmer Craig Adams, dessen Schwiegervater Paul Cellucci im Sommer 2013 an ALS verstarb, wurde über Twitter von der Pittsburgh-Penguins-Fan-Organisation Pens Pride aufgerufen, die Aktion im Eishockey-Sport auszurufen. Er tat dies am 6. August 2014. Er nominierte unter anderem auch seinen Teamkollegen Sidney Crosby, der die Herausforderung einen Tag später – an seinem Geburtstag – annahm. Dieses Video erreichte innerhalb kürzester Zeit mehrere Millionen Klicks, weil Crosby ein populärer Eishockeyspieler war. Insgesamt 649 NHL-Spieler beteiligten sich an der Ice Bucket Challenge. Über die NHL wurde die Herausforderung auch in die anderen US-Profi-Ligen verbreitet. Der Assistant General Manager der Pittsburgh Penguins, Bill Guerin, war einer der ersten, der auch Fans dazu aufforderte, teilzunehmen. Über die US-Sport-Teams und deren europäische „Legionäre“ landete die Aktion dann auch in Europa. In Großbritannien unterstützte die Challenge die Motor Neurone Disease Association, eine Schwesterorganisation der ALS Association.

## Spenden und Spender

### Bekannte Teilnehmer
Viele Prominente nahmen teil, so der US-amerikanische Footballspieler Steve Gleason, der selbst an ALS leidet. Deutsche Sportler wie Manuel Neuer, Christoph Metzelder, Mats Hummels und İlkay Gündoğan spendeten an die Krzysztof Nowak-Stiftung des VfL Wolfsburg, dazu Unternehmen wie Volkswagen. Der Komiker Oliver Pocher absolvierte die Herausforderung gleich mehrfach, indem er Karl Lagerfeld, Angela Merkel und Wladimir Putin parodierte.
- Charlie Sheen schüttete sich statt des erwarteten Eiswassers mehrere Geldscheine im angeblichen Wert von 10.000 US-Dollar über seinen Kopf und gab an, dass er diese spenden wolle. Er forderte die von ihm Nominierten (Jon Cryer, Chuck Lorre und Ashton Kutcher) auf, das Gleiche zu tun, da das Eis schmelze, das Geld aber tatsächlich Menschen helfen könne.
- Patrick Stewart wurde beim Ausstellen eines Schecks gefilmt, aus einem bereitstehenden Eiskübel entnahm er zwei Eiswürfel, um sich einen Drink on the rocks zuzubereiten.[21]
- Christof Innerhofer ließ sich von einer Baggerschaufel mit Eiswasser überschütten.
- Eminem führte zusammen mit Mr. Porter und Rihanna auf einem Konzert in Detroit die Ice Bucket Challenge durch.[22]
- Paul Bissonnette ließ sich von einem Hubschrauber aus mit Gletscherwasser übergießen.
- Conchita Wurst spendete unter dem Motto „Donate twice instead of ice“ den doppelten Betrag, anstatt sich das Eiswasser überzuschütten.
- Der Schriftsteller Vincent Kliesch absolvierte die Challenge vor mehreren tausend Zuschauern in der Arena des Filmparks Babelsberg in Potsdam.[23]
- Joey Kelly ließ sich in Norwegen kopfüber erst über eiskaltes Wasser hängen und – nachdem er seine Nominierungen abgegeben hatte – schließlich hineinfallen.[24]
- Sigmar Gabriel trat gemeinsam mit einer Parodie des Eisbären Knut auf, verzichtete auf die Eisdusche und spendete an die ALS-Ambulanz der Charité.[25]

US-Präsident Barack Obama wurde herausgefordert, lehnte jedoch ab und spendete stattdessen, ebenso der österreichische Bundespräsident Heinz Fischer. Bundeskanzlerin Angela Merkel wurde von Stefan Kretzschmar herausgefordert, hat sich jedoch nicht dazu geäußert.

### Weltweite Bilanz
Vom 15. Juli bis zum 21. August 2014 nahm die ALS Association 41,8 Millionen US-Dollar durch Spenden ein, gegenüber 2,1 Millionen US-Dollar im Vorjahreszeitraum. Zusätzlich dazu verzeichnete die ALSA mehr als 300.000 neue Spender. Bis Jahresende stieg die Summe auf 200 Millionen US-Dollar weltweit.

### Bilanz in Deutschland
Weil in Deutschland weder die ALSA noch eine Spendenmöglichkeit an sie bekannt war, gingen viele deutsche Spenden an lokale ALS-verbundene Institutionen wie die ALS-Ambulanz der Charité in Berlin oder im Fall von Sabrina Mockenhaupt an die Deutsche Gesellschaft für Muskelkranke e. V. Die ALS-Ambulanz der Charité registrierte ein deutlich erhöhtes Spendenaufkommen. Innerhalb von 10 Tagen wurden durch mehr als 10.000 Personen über 680.000 Euro dorthin gespendet. Prominente Spender waren Sigmar Gabriel, Anne Will, Axel Prahl, Dieter Zetsche, Jürgen Vogel und Mario Barth.
Bis Jahresende 2014 erhöhte sich die Spenderzahl von üblicherweise etwa hundert oft größeren Spendern auf 34.000, welche 1,6 Millionen Euro spendeten. Das Ambulanzpersonal wurde um eine Stelle aufgestockt, zusätzliche Forschungsarbeit sei geplant und 200.000 Euro gehen an das 2011 gegründete ALS-Versorgungsnetzwerk, welches von den ALS-Ambulanzen in Bochum, Dresden, Hannover, Jena, Ulm und Wiesbaden genutzt wird. Ambulanzleiter Thomas Meyer findet „die Verbindung von Spaß mit einem seriösen Anliegen“ unverändert gut und erfolgreich, es störe ihn nur, wenn bei der Aktion ALS nicht erwähnt werde. Die Aktion kam auch bei fast allen Patienten gut an.

## Kritik
Der US-Schauspieler Steve-O kritisierte, dass viele Prominenten spendeten, aber nicht auf die Krankheit aufmerksam machten und ihre Fans nicht um Spenden baten. Das eigentliche Anliegen der Aktion würde somit verfehlt. Nur wenige Prominente, u. a. Charlie Sheen, Bill Gates oder etwa in Deutschland Sabrina Mockenhaupt, hätten in ihren Videos auf die Krankheit aufmerksam gemacht.
Die Frankfurter Rundschau kritisierte:

„Mittlerweile schwappt die Eiskübel-Welle weiter, ohne dass noch großartig auf diesen ernsten Hintergrund hingewiesen wird. Bei der aktuellen Flut an Eiswasser in sozialen Netzwerken bekommt man den Eindruck, es werde nur noch Wasser geschüttet, um sich ins Gespräch zu bringen. […] So wird aus einer Idee, die eine ernste Angelegenheit humorvoll verpackt, ein verwässertes Internet-Phänomen, das von vielen letzten Endes nur ausgenutzt wird, um sich selbst in Szene setzen.“

Die Vereinigung Ärzte gegen Tierversuche forderte alle Eiswassernominierten auf, nicht an die ALS Association zu spenden, da diese ihrer Ansicht nach grausame und sinnlose Tierversuche durchführe.
Im Nachgang zu der Ice Bucket Challenge wurde überdies Kritik an der Aktion laut, da sich eine Reihe von Unfällen, z. T. mit Todesfolge, im Zusammenhang mit dem Übergießen von Personen mit Eiswasser ereignet haben. So kippte in Deutschland ein Radlader um, der mit 1800 l Wasser überbeladen war, und erschlug eine der Personen, die aus Spaß mit Wasser übergossen werden sollte. In einer ganzen Reihe von Fällen wurde berichtet, dass mit Eiswasser übergossene Personen gesundheitliche Beeinträchtigungen erlitten haben sollen, die durch die Reaktion des Körpers auf das plötzlich einströmende kalte Wasser zurückgeführt wurden.